# 新園 (大字)
新園，是臺灣屏東縣新園鄉的一個傳統地域名稱，位於該鄉中北部中央，其南段並向東南延伸至邊界地帶。相較於今日行政區，其範圍大致包括新東村東部、新園村東北部、內庄村西南端、港西村不含西南部及東北端，以及崁頂鄉的港東村西部邊界地帶中至南段。
本地區境內主要聚落為新園、港岡、港西，設有新園國小、港西國小（部分）。

## 歷史
台灣日治初期，新園地區為一街庄，稱為「新園庄」（舊制街庄），隸屬於新園里。該庄昔日北與田洋仔庄為鄰，東與仙公廟庄為鄰，東南邊隔東港溪與過溪仔庄為界，南邊及西南邊為烏龍庄，西邊為五房洲庄。
1901年（日治明治三十四年）11月11日，全台廢縣廳改設二十廳，該庄隸屬於阿猴廳。1904年（明治三十七年）4月15日，該庄編入「新園區」，隸屬於阿猴廳。1905年（明治三十八年）4月1日，阿猴廳改稱「阿緱廳」。1909年（明治四十二年）10月25日，全台合併二十廳為十二廳，新園區仍隸屬於阿緱廳。1920年（大正九年）10月1日，全台地方制度大改正，廢十二廳改設五州二廳，該庄改制為「新園」大字，隸屬於高雄州東港郡新園庄（新制街庄）。
戰後新園庄改制為新園鄉，隸屬於高雄縣，大字亦改制為村。1950年（民國39年）3月，新園鄉拆分出崁頂鄉，本地區仍隸屬新園鄉。同年10月1日，高、屏分治，新園鄉改隸屬於屏東縣。

## 聚落
本地區發展較早的聚落為新園、港岡、港西、舊港東（已消失），在日治初期的官方地圖上已有記載。

## 交通
省道台27線是荖濃至烏龍的幹道，經過本地區的港西聚落東側。由該道路北行可前往萬丹鄉、屏東市、九如鄉/長治鄉交界地帶、鹽埔鄉等地；南行可前往新園鄉南部，並止於烏龍聚落南郊的省道台17線路口。
鄉道屏60-1線是仙公廟至港仔墘的道路，經過本地區的新園聚落。
鄉道屏62線是五房至港西的道路，其東側端點（終點）位於本地區中南部的省道台27線路口，由此向西會經過港西聚落。
鄉道屏63線是新吉莊至東港的道路，經過本地區的新園、港岡等聚落。
鄉道屏65線是港崗至烏龍的道路，其北側端點（起點）位於本地區西部中央地帶鄉道屏63線路口，由此向南會經過本地區的港岡、港西等聚落。

## 學校
- 新園國小
- 港西國小（部分）